# Petty Officer

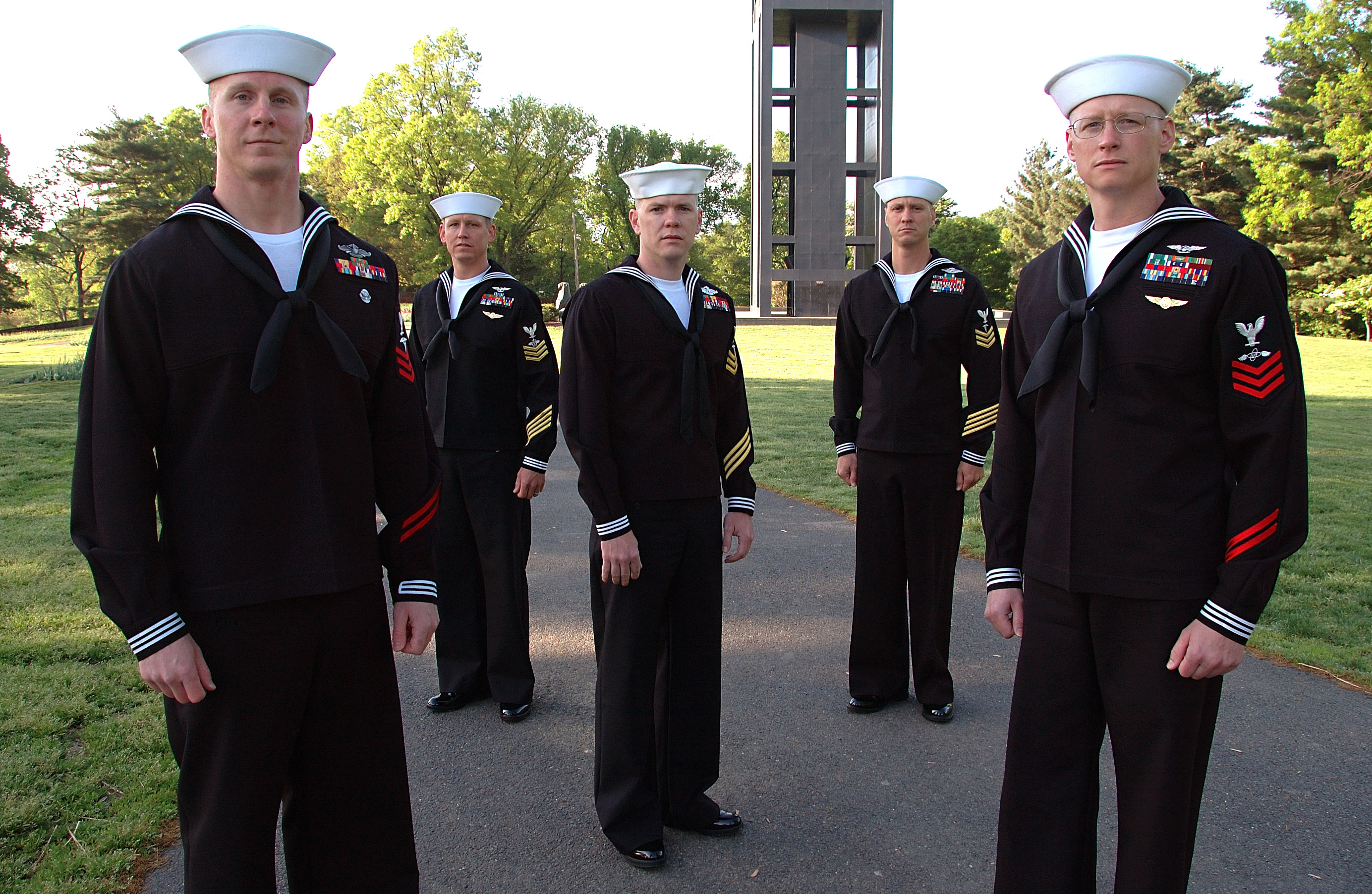
Fünf United States Navy Reserve petty officers in Uniform

Ein Petty Officer oder PO (englisch petty ‚klein‘, ‚gering‘) ist ein Dienstgrad in der Dienstgradgruppe der Unteroffiziere in den Seestreitkräften von englischsprachigen Ländern, am bekanntesten der US Navy.

## Royal Navy
In der britischen Royal Navy und anderen Navies der Commonwealth-Länder ist der äquivalente Rang Leading Rate.

## Vereinigte Staaten von Amerika
Der PO ist meist ein Spezialist oder Verantwortlicher für eine kleine Gruppe von Mannschaftsdienstgraden.
In der United States Navy und US-Küstenwache wird der Dienstgrad je nach Dienstalter und Verantwortung in drei Klassen abgestuft, wobei der Petty Officer Third Class (PO3) der niedrigste ist. Da der Petty Officer eigentlich eine Dienstgradgruppe darstellt, ist er am ehesten mit den Maaten der Deutschen Marine vergleichbar, wobei der Petty Officer First Class  dann die Aufgaben eines deutschen Bootsmanns oder Oberbootsmanns ausführt. Die äquivalenten Dienstgrade der anderen US-Teilstreitkräfte sind Corporal, Sergeant und Staff Sergeant (USMC und USA) und Senior Airman, Staff Sergeant und Technical Sergeant (USAF). Die NATO-Rangcodes sind OR-6 für den PO1 bis OR-4 für den PO3.
Küstenwache
Aufgrund ihrer Sicherheitsaufgabe im Innern haben Unteroffiziere der Küstenwache und diese damit ab dem Dienstgrad Petty Officer Third Class die Rechte eines Vollzugsbeamten. Der Posse Comitatus Act gilt nicht für Offiziere und Unteroffiziere der Küstenwache. Der Posse Comitatus Act regelt den Polizeieinsatz von Bundestreitkräften im Inneren und stellt deren Einsatz grundsätzlich unter Strafe. Ausnahmen können nur vom Kongress gewährt werden oder vom Präsidenten im Rahmen der Aufstandsbekämpfung unter strengen rechtlichen Rahmenbedingungen. Für die Küstenwache ist das genauer im Küstenwachgesetz geregelt. Damit haben alle Petty Officer die Rechte eines Vollzugsbeamten des Bundes (englisch Law Enforcement Power). Darüber hinaus haben sie die Befugnisse eines Zollbeamten, welches ihnen allgemeine Polizeibefugnisse zuspricht:
- Das Recht Waffen zu tragen,
- Vollstreckung und Zustellung von Anordnungen, Haftbefehlen, Vorladungen oder anderen Verfahren, die aufgrund der Rechtsprechung der Vereinigten Staaten erlassen wurden,
- eine Verhaftung ohne Haftbefehl wegen einer Straftat vorzunehmen, wenn es hierfür hinreichende Gründe gibt,
- jede andere vom Minister für Innere Sicherheit festgelegte Aufgabe der Strafverfolgung wahrzunehmen.

### Verwendungsbezeichnungen
Petty Officers sind zum einen Verantwortliche und zum anderen Technikspezialisten. Jeder PO hat einen Rang (rate) und eine Verwendungsbezeichnung (rating), ähnlich dem MOS in den anderen Teilstreitkräften. Die volle Dienstbezeichnung eines PO setzt sich daher aus diesen beiden Titeln zusammen. Ein PO3, dessen Verwendungsbezeichnung Machinist’s Mate ist, wird korrekt Machinist’s Mate Third Class genannt. Die Bezeichnung PO wird nur im Allgemeinen verwendet, um z. B. eine Gruppe von PO oder einen PO zu bezeichnen, dessen Verwendungsbezeichnung unbekannt ist.
Jede Verwendungsbezeichnung hat eine offizielle Abkürzung, beispielsweise MM für Machinist’s Mate, BM für Boatswain’s Mate oder YN für Yeoman. Wenn diese Abkürzung mit dem Rang kombiniert wird, wird eine Abkürzung für den speziellen PO geschaffen, z. B. BM3 für Boatswain’s Mate Third Class. Üblicherweise wird ein PO dann im Schriftverkehr sowie bei Namensaufdrucken mit diesem Kürzel behandelt. Oft wird der PO dann nur mit seinem Kürzel ohne seinen Nachnamen angesprochen, so wird z. B. ein PO3(MM) Miller nur MM3 gerufen.
Bei den Stoffvarianten der Ränge auf dem Oberärmel ist in der Mitte das Symbol für die Verwendungsbezeichnung zu finden. Während die Petty Officer der Navy den Matrosenanzug tragen ist dies bei der Küstenwache wie bei Mannschaften ein Dienstanzug.

### Service Stripes
Die Unteroffiziere der US Navy und US-Küstenwache tragen sogenannte Service Stripes am linken Ärmel ihrer A-Klasse-Uniform (nicht an der täglichen Dienstuniform). Jeder dieser roten Querbalken steht für vier Jahre Dienstzeit. Es gibt auch eine goldene Ausführung, die von Unteroffizieren getragen wird, die mindestens zwölf Jahre im Dienst und dabei frei von Disziplinarmaßnahmen sind. Der nächsthöhere Dienstgrad ist dann der Chief Petty Officer.

### Abbildungen der Rangabzeichen
| Petty Officer First Class (Boatswain’s Mate) PO1 | Petty Officer Second Class (Boatswain’s Mate) PO2 | Petty Officer Third Class (Boatswain’s Mate) PO3 |
| E-6                                              | E-5                                               | E-4                                              |
| ------------------------------------------------ | ------------------------------------------------- | ------------------------------------------------ |
|                                                  |                                                   |                                                  |

| Petty Officer First Class (Boatswain’s Mate) PO1 | Petty Officer Second Class (Boatswain’s Mate) PO2 | Petty Officer Third Class (Boatswain’s Mate) PO3 |
| E-6                                              | E-5                                               | E-4                                              |
| ------------------------------------------------ | ------------------------------------------------- | ------------------------------------------------ |
|                                                  |                                                   |                                                  |

## NATO-Rangcode
Die Einordnung im NATO-Rangcode ist wie folgt. Als Vergleich die deutschen Marinedienstgrade.
| Staat               | OR-4                                                         | OR-5                       | OR-6                      | OR-7                    |
| ------------------- | ------------------------------------------------------------ | -------------------------- | ------------------------- | ----------------------- |
| Deutsche Marine     | Stabsgefreiter / Oberstabsgefreiter Korporal / Stabskorporal | Maat / Obermaat            | Bootsmann / Oberbootsmann | Hauptbootsmann          |
| Royal Canadian Navy | Master Sailor                                                | Petty Officer 2nd Grade    | Petty Officer 2nd Grade   | Petty Officer 1st Grade |
| Royal Navy          | Leading Rating                                               | Petty Officer              | Petty Officer             | Chief Petty Officer     |
| US-Streitkräfte     | Petty Officer Third Class                                    | Petty Officer Second Class | Petty Officer First Class | Chief Petty Officer     |